# Tráfico de drogas en África Occidental
A finales de la década de 1950 e inicios de la década de 1960, el tráfico de drogas en África occidental se expandió rápidamente a medida que la demanda de cocaína, cannabis y otras drogas de los Estados Unidos y la Unión Europea aumentó dramáticamente. Esto dio lugar a la expansión de dos rutas comerciales distintas, que atravesaron África Occidental. Una ruta exportó cannabis producido en el país desde África occidental a Sudáfrica, Europa y Asia. La otra ruta comercial trasladó cocaína desde América Latina y heroína desde Afganistán y el sudeste asiático a Europa y Estados Unidos. En ambas rutas, los narcotraficantes aprovecharon las redes comerciales creadas por comerciantes malienses y bereberes en la época colonial para mover las drogas a través de la región y la ubicación geográfica más amplia de África occidental como una parada intermedia desde América Latina y el suroeste de Asia hasta Europa y Estados Unidos. Esto se debió en parte a las fronteras mal vigiladas de África occidental, la corrupción endémica y las desigualdades económicas. Al principio, las drogas solo se introducían de contrabando en pequeñas cantidades, pero a medida que pasaba el tiempo y la demanda de drogas seguía aumentando, los países de África occidental, específicamente Nigeria, Ghana y Guinea-Bissau, recibieron cargas de cocaína tan grandes como 135 a 145 toneladas (según la UNODC). Desde entonces, África Occidental se ha convertido en un componente clave del mundo del tráfico de drogas, con el aumento en la variedad y el número de drogas traficadas a través de la región y la expansión del tráfico de drogas desde África Occidental a otras partes del continente. La presión internacional y la priorización por parte de los gobiernos regionales ha impulsado el surgimiento de organizaciones de control de drogas en muchos países de África Occidental, cambiando el punto focal de la acción doméstica política, económica y social. 

## Historia
Según el historiador Emmanuel Akyeampong, los productos de cannabis en la región existían antes de mediados del siglo XX. En 1934, las autoridades coloniales todavía estaban probando el cultivo de la planta de coca en Calabar y otros lugares de Nigeria. A mediados de la década de 1950, la policía arrestaba a algunos agricultores nigerianos por cultivar y vender pequeñas cantidades de cannabis que se enviaban a Europa y Estados Unidos. Mientras esto sucedía, los consumidores nigerianos compraban marihuana importada de distribuidores sudafricanos y belgas del Congo.
El primer uso documentado de África occidental como sitio de contrabando fue en 1952, cuando funcionarios estadounidenses notaron que un  sindicato del Líbano estaba ocultando heroína allí para evitar ser atrapado por la policía y evitar el escrutinio de los oficiales en la ruta comercial europea.
El ascenso de la región como un importante punto de tránsito de tráfico de drogas inició alrededor de la década de 1960, cuando los Beatles y  Swinging London eran populares, y los hombres y mujeres jóvenes de Reino Unido y otras partes de Europa buscaban drogas ilegales. La marihuana tenía una demanda particularmente alta y los informes del período de tiempo indicaron que la cultivada en África occidental se exportaba de Nigeria a Europa en grandes cantidades. El tráfico de drogas se convirtió en un problema y el gobierno nigeriano emitió un decreto que establecía que cualquiera declarado culpable de exportar cannabis obtendría una pena de prisión de diez años. Hasta la década de 1980, muchos nigerianos y algunos comerciantes ghaneses salían y hacían intercambios en sus propios términos y condiciones. Los distribuidores viajaban a lugares como América Latina o Asia, compraban muchos paquetes pequeños de drogas (generalmente cocaína o heroína) y usaban los servicios de mensajería para vender las drogas. Se ha especulado que los orígenes de las exportaciones masivas de drogas comenzaron con los estudiantes de África occidental residentes en la Unión Europea y EE. UU. que no recibieron los pagos de sus becas de estudio y fueron contratados por oficiales navales nigerianos en entrenamiento en la India para entregar la heroína que compraron y llevarla de vuelta a los países en los que residían. Después de 1982, los Estados Unidos y Europa notaron un aumento en el tráfico de drogas nigerianas en sus países. Estados Unidos arrestó a 21 nigerianos por delitos de drogas, y cifras mayores a partir de entonces. En Europa, un funcionario del Ministerio del Interior de Alemania Occidental dijo al año siguiente que Hamburgo, Alemania estaba importando una gran cantidad de drogas de África Occidental, incluidas una tonelada y media de una droga misteriosa (presumiblemente marihuana) de Ghana.

## Demanda
De 1998 a 2009, el consumo de cocaína se duplicó en Europa y, como resultado, los cárteles latinoamericanos y comerciantes de África Occidental formaron una alianza para facilitar el transporte de drogas aprovechando los aviones y barcos que entran y salen de la costa de África occidental. Luego, las drogas se propagaron por América del Norte y Europa a través de comunidades étnicas localizadas de África Occidental que tenían las herramientas y recursos para traficar drogas a lo largo de redes establecidas.
La demanda interna de drogas ilícitas varía según las diferentes regiones y poblaciones. El uso de sustancias más baratas, como la marihuana y una bebida a base de cannabis llamada akpeteshie, recae en gran medida en las poblaciones de clase trabajadora y más pobres. En Ghana, grupos como mineros, trabajadores agrícolas y marineros usan estas sustancias como una forma de hacer frente a las demandas de estilos de vida difíciles o días de trabajo agotadores. Cultivation and consumption consequently spread quickly through larger cities such as Acra. Ghana is now the second largest West African producer of cannabis. La demanda interna de drogas más fuertes como la cocaína y heroína, así como Mandrax y anfetaminas, se consideraban tradicionalmente como dependientes exclusivamente de las poblaciones más ricas. Sin embargo, la caída de los precios de las drogas ilícitas, así como la expansión de los métodos de consumo, han hecho que esas sustancias sean más accesibles para los africanos occidentales de clase trabajadora, particularmente en los centros de las ciudades. Los poderosos efectos energizantes de sustancias como la cocaína y las anfetaminas las han hecho más atractivas para los trabajadores con jornadas laborales largas y exhaustivas, así como para los estudiantes que pasan largas noches estudiando. Como resultado de las tendencias de expansión en la globalización de los últimos años, la demanda de sustancias, especialmente drogas fuertes, se ha extendido a turistas y residentes a corto plazo de muchos países de África occidental.
Las amplias rutas de tráfico de drogas a través de la región que alimentan esta alta demanda son sostenidas en parte por fuerzas gubernamentales cómplices. A diferencia de las rutas de América Latina o Asia que han recibido una atención cada vez mayor de los traficantes de drogas internacionales, los comerciantes enfrentan relativamente menos obstáculos en el tráfico de sustancias ilícitas a través de África Occidental. La corrupción y las relaciones políticas con las economías subterráneas alimentan un sistema de "estado en la sombra" en el que el dinero del narcotráfico financia a los gobernantes en sus campañas y a las posesiones financieras y los políticos ganan poder e influencia en función de cómo pueden manejar los fondos del narcotráfico. En este sentido, los recursos de capital y gubernamentales generados por el tráfico de drogas también tienen una gran demanda.

### Abuso de drogas
Los nuevos mercados de sustancias ilícitas y la creciente aceptación de las drogas fuertes han dado lugar a casos de abuso de drogas en África occidental. La ONU descubrió que en las décadas de 1980 y 1990, el consumo de drogas aumentó dramáticamente en las poblaciones juveniles y entre las poblaciones pobres urbanas. Mientras que antes los narcotraficantes transportaban drogas a través de África occidental, ahora notaban que podían ahorrar dinero vendiendo sus productos dentro de la región. Como resultado, los países centrales de las rutas de drogas de África Occidental (Nigeria, Côte d'Ivoire, Ghana, Sierra Leona y Guinea-Bisáu) han visto un aumento en el consumo y abuso de drogas nacional. En países como Nigeria, hay pocos servicios gubernamentales de salud y rehabilitación disponibles, lo que deja a los adictos y a sus familias lidiar con los efectos adversos para la salud y las consecuencias socioeconómicas por su cuenta.
A medida que el foco de preocupación para las organizaciones de control de drogas se ha desplazado hacia el suministro de drogas a los países occidentales, se ha prestado menos atención a la demanda y el consumo interno. La mayoría de los países de África occidental no cuentan con servicios o políticas suficientes para ejecutar adecuadamente el abuso de sustancias y las campañas antidrogas locales. El control del flujo de drogas fuera de la región ha tenido prioridad sobre la regulación del narcotráfico en los países de África occidental.
Las crecientes tasas de abuso de sustancias han intensificado otros problemas de la región, incluida la propagación de  VIH y SIDA, tasas más altas de prostitución y poblaciones urbanas pobres más grandes que están económicamente inmovilizadas por la dependencia de las drogas. El abuso de drogas en las familias ha demostrado efectos intergeneracionales duraderos en la juventud urbana y ha catalizado una propagación más rápida de la drogadicción junto con tasas más altas de depresión y ansiedad. El conflicto de Casamance en Senegal es un ejemplo de cómo la creciente demanda interna de sustancias también ha creado oportunidades financieras para los grupos insurgentes dentro de la región, lo que lleva a una mayor inestabilidad política.

## Suministro
Debido al aumento en la demanda y ganancia de drogas ilegales a mediados de la década de 1980, los africanos occidentales se separaron de África y crearon puestos de avanzada en grandes ciudades de todo el mundo con el fin de establecer redes eficaces de tráfico de drogas. Se estima que entre un cuarto y dos tercios de la cocaína proveniente de América Latina a Europa pasa por África occidental.
En términos de cultivo doméstico, Nigeria y Ghana siguen siendo los mayores productores de cannabis en África occidental. El cultivo se realiza en gran medida en asociación con los agricultores locales que plantan cultivos como okra y tomates junto con las plantas de marihuana para reducir el riesgo de incautación de las plantas o la destrucción gubernamental de sus granjas. El cannabis también se cultiva en áreas remotas o bajo cobertura forestal para ocultar las plantas a las autoridades.
Los crecientes temores sobre el aumento en la oferta de drogas ilícitas en África occidental ha creado un enfoque en el control de esta como el objetivo principal sobre otros temas, como el uso de drogas en la región de África occidental y los problemas de salud pública. Las políticas de control de drogas centradas en la oferta han impactado negativamente a diferentes grupos en África occidental que han experimentado tasas más altas en la demanda de sustancias ilícitas con poca o ninguna interferencia del gobierno.

### Transporte
El Informe Mundial sobre Drogas declaró: "La cocaína encontrada en África se originó principalmente en Colombia y Perú y con frecuencia transitó por Brasil". La heroína a menudo viaja a través de las regiones del sudeste asiático, como Tailandia y los países de Asia occidental a través de una combinación de rutas terrestres y transporte aéreo a través de mulas. Estas sustancias luego se transfieren de África occidental a América del Norte, Europa y Sudáfrica empleando rutas de tránsito directo y rutas de redes criminales ayudadas por la diáspora de África occidental. En algunos casos, los traficantes incluso utilizaron viajeros internacionales como mulas al hacer que coloquen bolsas sin marcar en su equipaje a cambio de un pago.
Portacontenedores y  yates privados se utilizaron originalmente para transportar cocaína de América Latina a África occidental, pero ya que la policía en el extranjero comenzó a proteger el océano de manera más estricta, los carteles comenzaron a utilizar aviones de carg] de segunda mano para entregar cocaína a África occidental. Los aviones pueden obtenerse fácilmente y los pilotos dispuestos a volar esos aviones son igualmente fáciles de contratar. Debido a las redes y cobertura de radar nacionales poco confiables de la región, los narcovuelos pueden volar a África occidental sin ser detectados. Las drogas ilegales fueron introducidas de contrabando en Europa desde Guinea-Bissau utilizando fletes aéreos y aviones comerciales que usaban "mulas", que se tragaban la cocaína comprimida para evitar la seguridad de la aerolínea.
Las drogas se introducen de contrabando en los países de África occidental mediante una variedad de técnicas. Al viajar por rutas terrestres, los comerciantes ocultan las sustancias con otros productos como el carbón, el cacao y la fruta para ocultar el olor y apariencia en diferentes puntos de control policial. Los productos también se trasladan en taxis y vehículos individuales durante los períodos en que los puestos gubernamentales y las rutas comerciales no están reguladas y la posibilidad de detección es significativamente menor. Por último, los narcotraficantes también pagarán a las fuerzas del orden y a los funcionarios fronterizos para que muevan sustancias por las rutas terrestres y marítimas libremente y sin castigo.

### Consecuencias internacionales
La seguridad fronteriza mejorada de los Estados Unidos junto con la "guerra contra las drogas" en las décadas de 1970 y 1980 impactó negativamente en el cartel mexicano conocido como Los Zetas. Esto provocó que el cartel se ramificara y tomara el control de una ruta rentable de contrabando que atraviesa África Occidental y termina en Europa. El empuje del cartel mexicano hacia Europa causó que los carteles colombianos pierdan poder en Europa. Colombia ha sido la principal fuente de cocaína en Europa, pero desde la captura y arresto de figuras como Daniel Barrera Barrera, alias El Loco, los carteles colombianos han sufrido una gran pérdida financiera. Las redes criminales de África Occidental se han extendido a otras regiones como Sudáfrica. Ciertas personas centrales en el comercio de drogas en África occidental llevaron prácticas y organizaciones al sur del continente donde los costos de tránsito y riesgo de detección son relativamente menores y existen nuevos mercados para drogas más fuertes.
Brasil y Venezuela se han convertido en las principales zonas de embarque de drogas ilegales que se dirigen a África Occidental. Entre 2005 y 2008, la policía confiscó 46 toneladas métricas de cocaína. Esto coincidió con que el gobierno venezolano dejó de trabajar con la agencia norteamericana DEA. La falta de aplicación de la ley en Venezuela junto con el control inadecuado de las fronteras en ambos países y el control insuficiente de la costa en Brasil permiten que el tráfico de drogas prospere en ambos países y países vecinos. Brasil y Venezuela pueden enviar cocaína transnacionalmente a África occidental y sudafricana debido a la falta de seguridad en ambos continentes.